# Ernst Lehner
Ernst Lehner (Augusta, 7 novembre 1912 – Aschaffenburg, 10 gennaio 1986) è stato un calciatore tedesco.
Giocò nella nazionale di calcio della Germania partecipando ai Mondiali 1934 e ai Mondiali 1938. In totale giocò 65 partite in nazionale segnando 31 gol.